# Hygrobates decaporus
Hygrobates decaporus är en kvalsterart som beskrevs av Koenike 1895. Hygrobates decaporus ingår i släktet Hygrobates och familjen Hygrobatidae. Inga underarter finns listade i Catalogue of Life.